# Sulprostone
Le sulprostone est un analogue de la prostaglandine E2 (PGE 2 ) qui a une activité ocytocique dans les dosages de cellules et de tissus rénaux de rat. Il existe quatre récepteurs connus qui médient des réponses cellulaires et tissulaires diverses mais souvent différentes à la PGE 2 : le récepteur de la prostaglandine EP1, le récepteur de la prostaglandine EP2, le récepteur de la prostaglandine EP3 et le récepteur de la prostaglandine EP4. Le sulprosotone se lie et active le récepteur de la prostaglandine EP3 avec une efficacité bien plus grande que les autres récepteurs PGE 2 et présente également l'avantage d'être relativement résistant à la dégradation métabolique, par rapport à la PGE 2. Il est répertorié comme un agoniste du récepteur relativement faible du récepteur de la prostaglandine EP1. 
Le sulprostone (ainsi que d'autres agonistes des récepteurs des prostanoïdes) est utilisée pour provoquer un avortement médicamenteux et mettre fin à la grossesse après la mort du fœtus, pour le traitement de l'hémorragie atonique sévère du post-partum après un accouchement vaginal, et pour l'ablation du placenta chez les patientes avec rétention placentaire. Actuellement, le sulprostone avec SC-46275, MB-28767, ONO-AE-248 et d'autres agonistes des récepteurs EP 3 sont en cours de développement en tant que médicaments pour le traitement éventuel des ulcères d'estomac chez l'homme.